# Манчичі
Ма́нчичі —  село в Україні, у Чернеччинській сільській громаді Охтирського району Сумської області. Населення становить 12 осіб. Колишній орган місцевого самоврядування — Пологівська сільська рада.

## Географія
Село Манчичі знаходиться на відстані 1,5 км від річки Гусинка. На відстані в 1 км розташовані села Корабельське і Пологи. Поруч проходять залізниця і автомобільна дорога Т 1705.

## Історія
12 червня 2020 року, відповідно до розпорядження Кабінету Міністрів України № 723-р «Про визначення адміністративних центрів та затвердження територій територіальних громад Сумської області», село увійшло до складу Черниччинської сільської громади.
19 липня 2020 року, в результаті адміністративно-територіальної реформи та ліквідації Охтирського району(1923-2020), село увійшло до складу новоутвореного Охтирського району.